# 地質図学
地質図学（ちしつずがく、英語: geologic mapping）とは、地層の重なりについて平板の重なりと仮定し、地形と平板の位置関係をもとに地質境界線を設定する方法のことである。地層を野外で直接観察できる場所は限られるものの、地質図などを作成するうえで地質図学がその補助手段となる。

## 方法
平面と仮定した層理面に対して、地層等高線を作成する。まず地図上で、走向記号から線を延長して直線を引いたうえで、地図上での地層等高線の間隔を計算し、最初に引いた線と平行な線を記入する。なお地層等高線の間隔は、地形等高線の高さの間隔から傾斜角を除すことで求められる。次に、同じ高さの地層等高線と地形等高線の交点に印をつけ、交点同士を結ぶことで、地質境界線が設定される。このとき、地質境界線が交点以外の場所で地層等高線や地形等高線と共有点をもたないように線を結ぶ必要がある。

## 注意
ただし、貫入岩体のように地層の境界が平面でない場合は、地質図学を利用することができない。